# Liberdade frisã

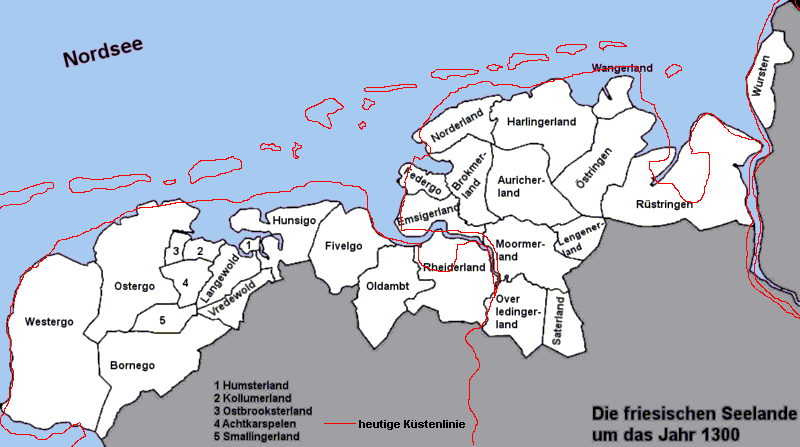
Terras frisãs

Liberdade frisã ou Liberdade dos frisões (em frísio: Fryske frijheid, em neerlandês:  Friese Vrijheid) era a ausência de feudalismo e servidão na Frísia, a área que era originalmente habitada pelos Frisii. A Frísia histórica incluía as modernas províncias da Frísia e  Groninga e a área da Frísia ocidental, nos Países Baixos, e  a Frísia oriental na Alemanha. Durante o período da liberdade frisã, a área não tinha nenhum senhor feudal que possuísse e administrasse o território. A liberdade frisã desenvolveu-se no contexto das disputas permanentes sobre os direitos da nobreza local.

## Origem
Quando, por volta de 800, os viquingues da Escandinávia atacaram pela primeira vez a Frísia, que ainda estava dominada pelos carolíngios, os frisões foram dispensados de cumprirem serviço militar noutras terras de forma a se puderem defender os viquingues pagãos. Com a sua vitória na Batalha de Norditi em 884 conseguiram expulsar permanentemente os viquingues da Frísia Oriental, embora tenham permanecido sob ameaça constante. Ao longo dos séculos, enquanto senhores feudais governavam no resto da Europa, não se consolidaram instituições aristocráticas na Frísia. Essa "liberdade" era representada no exterior por redjeven eleitos entre os agricultores mais ricos ou por representantes eleitos dos municípios rurais autónomos. Inicialmente osredjeven eram todos juizes, chamados Asega, que eram nomeados pelos senhores territoriais.
A morte do conde Arnulfo da Holanda em 993 foi o primeiro sinal da liberdade frisã. Este conde frisão foi morto durante uma revolta, tentando obrigar os seu súbditos à obediência. O assassínio de outro conde, Henrique de Nordheim, em 1101 é considerado como o início de facto da liberdade frisã. Essa liberdade foi reconhecida pelo conde Guilherme II da Holanda, um dos pretendentes ao trono do Sacro Império Romano-Germânico, após os frisões o terem ajudado no cerco de Aachen.